# Левый Ильяк
Левый Ильяк — река в Томской области России. Сливаясь с рекой Айигол образует реку Ильяк в 78 км от его устья. Длина реки составляет 108 км, площадь водосборного бассейна 978 км². Высота истока — 96 м над уровнем моря.

## Притоки
- 35 км: Корниловская
- 56 км: Озёрная
- 73 км: Сутыгинская

## Данные водного реестра
По данным государственного водного реестра России относится к Верхнеобскому бассейновому округу, водохозяйственный участок реки — Обь от впадения реки Васюган до впадения реки Вах, речной подбассейн реки — Васюган. Речной бассейн реки — (Верхняя) Обь до впадения Иртыша.